# Affittasi camera
Affittasi camera (Room to Rent) è un film del 2000 diretto da Khalis Al-Haggar.

## Trama
Il film racconta le vicende di un ragazzo egiziano che immigrato a Londra cerca di iniziare una carriera come sceneggiatore.